# Kasteel Borgitter

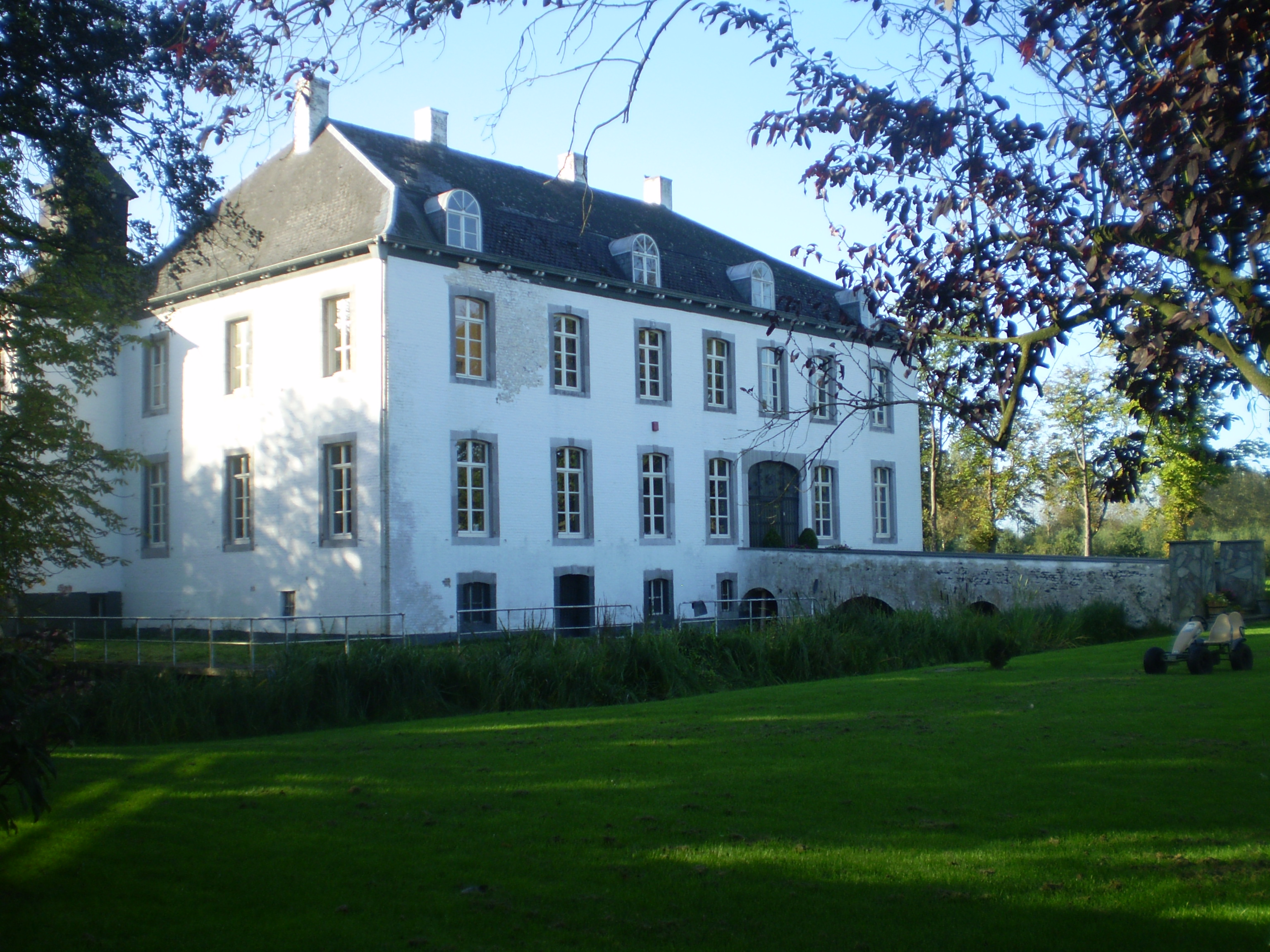
Kasteel Borgitter

Het Kasteel Borgitter, in de volksmond bekend als "Witte Kasteeltje", is een kasteel dat zich bevindt ten noordwesten van Kessenich, vlak bij de Nederlandse plaats Neeritter.

## Geschiedenis

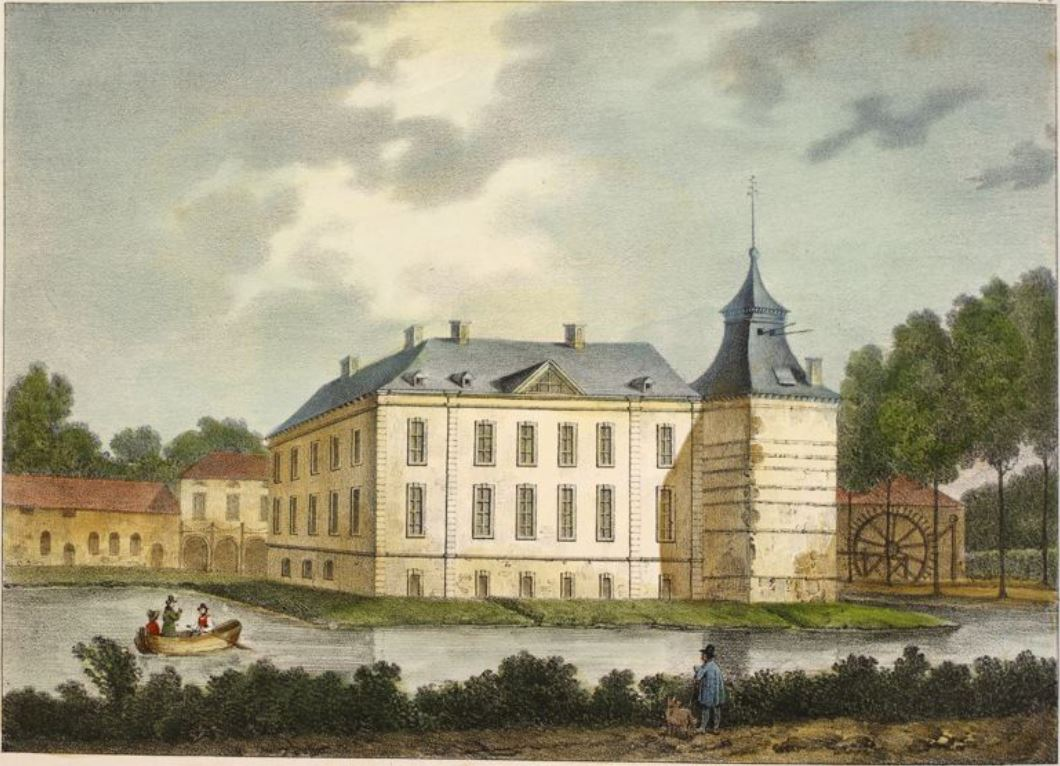
Kasteel Borgitter in Jean Joseph De Cloet, Châteaux et monumens des Pays-Bas. Faisant suite au Voyage pittoresque (1825–1830)

Borgitter ("burcht langs de Itterbeek") was een gehucht dat tegenwoordig deel is van Neeritter zelf. Oorspronkelijk was het een eigengoed binnen de rijksheerlijkheid Kessenich, waar ook een banmolen, de Borchmolen, lag.
Het kasteel werd voor het eerst vermeld in 1546, maar het oudste gedeelte, een vierkante hoektoren, stamt al uit 1510. Het huidige rechthoekige gebouw werd waarschijnlijk pas gebouwd in de tweede helft van de 18e eeuw, want op de Ferrariskaarten werd een andere constructie getekend. Daarnaast ligt op het kasteeldomein een woning, oorspronkelijk twee hoeves: het Breukskenshof en het Grotenhof of Halfeshof. Voorts is er een centraal poortgebouw en een rentmeesterswoning.
Het kasteel werd gebouwd door Jan van Waes, drossaard van Horne en tweede echtgenoot van Elisabeth van Kessenich. Na 1700 waren telgen uit dit geslacht heer van Kessenich. Die konden nu dus hun intrek nemen in de heerlijke residentie, Den Berg. Rond die tijd begon echter het verval van deze burcht op te treden, op grond waarvan de heren van Waes in het Witte Kasteeltje gingen resideren. Dit was met zekerheid het geval vanaf 1726, toen de inboedel van de burchtkapel werd overgebracht naar de kapel aldaar.

## Eigenaars van het kasteel na 1800
De twee dochters van de laatste vrouwe werden verplicht hun goederen te verkopen. In 1804 werden ze opgekocht door Hendrik Jozef Michiels van Kessenich, advocaat te Roermond en lid van de Provinciale Staten van Limburg en de Raad van State. In 1822 werd hij door Koning Willem I in de adelstand verheven met de titel van baron bij eerstgeboorte. Zijn zoon, Jan Alexander Hubert, bracht verfraaiingen aan en zorgde ervoor dat het kasteel Belgisch grondgebied werd. Willem Jozef Hendrik Hubert was de laatste "Michiels van Kessenich" die op het kasteel woonde. Hij liet de grafkapel op Den Berg bouwen en deed schenkingen aan de kerk van Kessenich.
In 1910 overleed Willem Jozef, en het kasteel kwam aan zijn zuster, die gehuwd was met Carel van Nispen tot Sevenaer. Alle landgoederen in Kessenich werden in 1922 verdeeld onder hun drie kinderen. Sindsdien woonden Margaretha en Lodewijk von Bönninghausen op het kasteel. In 1947 werd het kasteel verkocht aan een maatschappij, die het in 1950 verder verkocht aan de Conventuelen. Die wilden er eerst een internaat vestigen, maar zagen dat uiteindelijk niet meer zitten. In de jaren 1970 werd het kasteel gekocht door Peter Hubert Meuser uit Hochneukirch.

## Trivia
Het "bronsgroen eikenhout" waarover Gerard Krekelberg, de dichter van het Limburgs volkslied, dichtte, waren de (nu verdwenen) eikenbomen rond het kasteel Borgitter.